# Hong Junsheng
Dans ce nom, le nom de famille, Hong, précède le nom personnel.
Hong Junsheng; né le 30 mars 1907 dans le comté de Yu, à présent dans la ville de Yuzhou, province du Henan de l'Empire chinois, et décédé le 23 janvier 1996 à Jinan dans la province du Shandong de la république populaire de Chine, était un expert chinois de Taijiquan. Il appartient à la 10e génération du style Chen.

## Elèves
- Li Enjiu (李恩久) *1950
- Chen Zhonghua (陈中华)